# Тарн і Гаронна
Тарн і Гаронна (фр. Tarn-et-Garonne) — департамент на півдні Франції, один з департаментів регіону Окситанія.
Порядковий номер 82. Адміністративний центр — Монтобан. Населення 206 тис. чоловік (86-е місце серед департаментів, дані 1999 р.).

## Географія
Площа території 3 718 км².
Через департамент протікають річки Тарн і Гаронна, від яких і походить його назва.
Департамент включає 2 округи, 30 кантонів і 195 комун.

## Історія
Департамент був утворений декретом Наполеона від 4 листопада 1804 р. До його складу увійшли землі сусідніх департаментів, в першу чергу Ло і Гаронна Верхня.